# GCOM-C
GCOM-C (Global Change Observation Mission – Climate, Shikisai (japanisch しきさい ‚Färbung‘), GCOM-C1) ist ein Erdbeobachtungssatellit der japanischen JAXA.
Er wurde am 23. Dezember 2017 auf einer H-IIA-Trägerrakete vom Raketenstartplatz Tanegashima Space Center zusammen mit SLATS in eine sonnensynchrone Umlaufbahn gebracht.
Der dreiachsenstabilisierte Satellit ist mit verschiedenen Kameras ausgerüstet und soll die Verteilung von Aerosolen, Wasserdampf und Wolken in der Atmosphäre untersuchen als auch die Farbe und Temperatur der Ozeane, die Schnee- und Eisbedeckung an Land sowie die Vegetation und die Landnutzung überwachen.
Der Second-Generation Global Imager (SGLI) ist eine 400 Kilogramm schwere Kamera, die Bilder der Erde im sichtbaren und Infrarotbereich mit Auflösungen zwischen 250 und 1.000 Metern anfertigt. Sie ist ein Nachfolger des Global Imager Instruments (GLI) an Bord des Satelliten ADEOS-II, der im Dezember 2002 gestartet wurde, aber nur zehn Monate später den Betrieb einstellte, nachdem sein Stromversorgungssystem ausgefallen war. SGLI besteht aus zwei Radiometern: Visible Near Infrared (VNIR) und Infrared Scanner (IRS), wobei ersteres das nahe UV, das sichtbare Licht und das nahe Infrarot abdeckt (375 bis 878,5 nm in 13 Kanälen und einer Schwadbreite von 1150 km), während letzteres im mittleren infraroten Teil des Spektrums arbeitet (1050 bis 2210 nm und 10,8 bis 12,0 µm in 6 Kanälen und einer Schwadbreite von 1400 km). Er hat eine geplante Lebensdauer von fünf Jahren.